# تشيهيرو كوساكا
تشيهيرو كوساكا (باليابانية: 日下ちひろ؛ بالكانا: くさか ちひろ) هي مؤدية صوت يابانية، ولدت في 9 ديسمبر 1978.

## وصلات خارجية
- تشيهيرو كوساكا على موقع ANN person (الإنجليزية)